# 死心悟新
死心悟新（ししん ごしん）は、宋で活動した臨済宗黄龍派の禅匠である。黄龍下3世。

## 生涯
慶暦3年（1043年）、韶州曲江県で誕生する。俗姓は黄氏。仏陀院徳修の許で出家後、諸師に歴参して熙寧8年（1075年）に黄龍山で晦堂祖心より印可を得てその法を継いだ。暫くは黄龍山に留まった後、元祐7年（1092年）に雲巌寺、紹聖4年（1097年）には翠巌寺の席を薫した。政和初めに黄龍山へ戻り、政和4年12月14日（1115年1月11日）示寂。法嗣には揚州斎謐ほか8名いた。